# Yamakoshi
Yamakoshi (山古志村, Yamakoshi-mura) est un ancien village de la préfecture de Niigata, ayant existé jusqu'au 1er avril 2005, date de son intégration dans la ville de Nagaoka. Il faisait partie du district de Koshi (en), dissout après son départ.

## Géographie

### Localisation
Yamakoshi est situé dans le centre de la préfecture de Niigata, à environ 15 km au sud-est du centre-ville de Nagaoka.

## Culture locale et patrimoine
Yamakoshi est réputé pour ses rizières en terrasses, sélectionnées parmi les 100 paysages du Japon de ère Heisei. C'est aussi un lieu d'élevage des carpes Koï et de combat de taureaux.

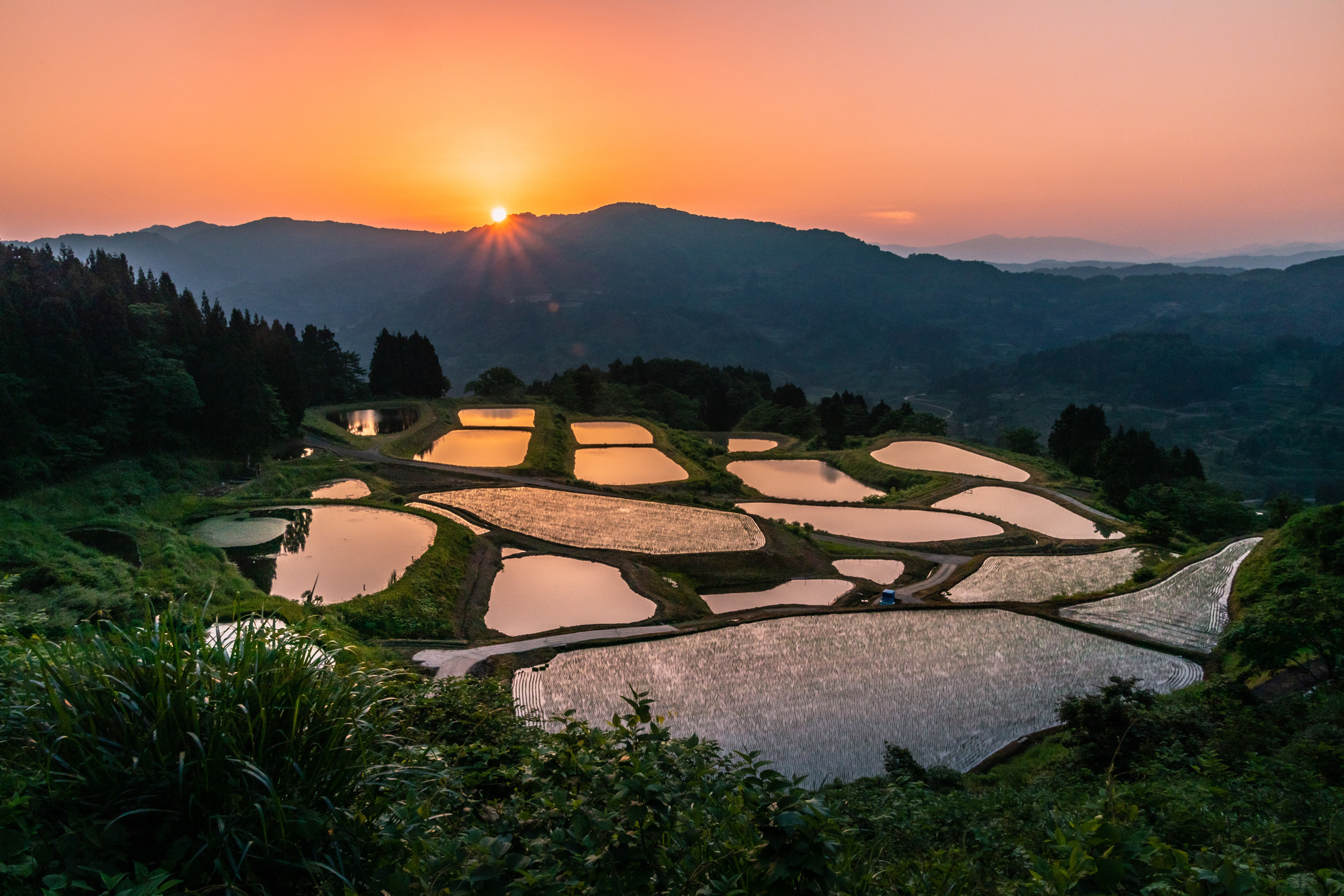
Rizières en terrasse.
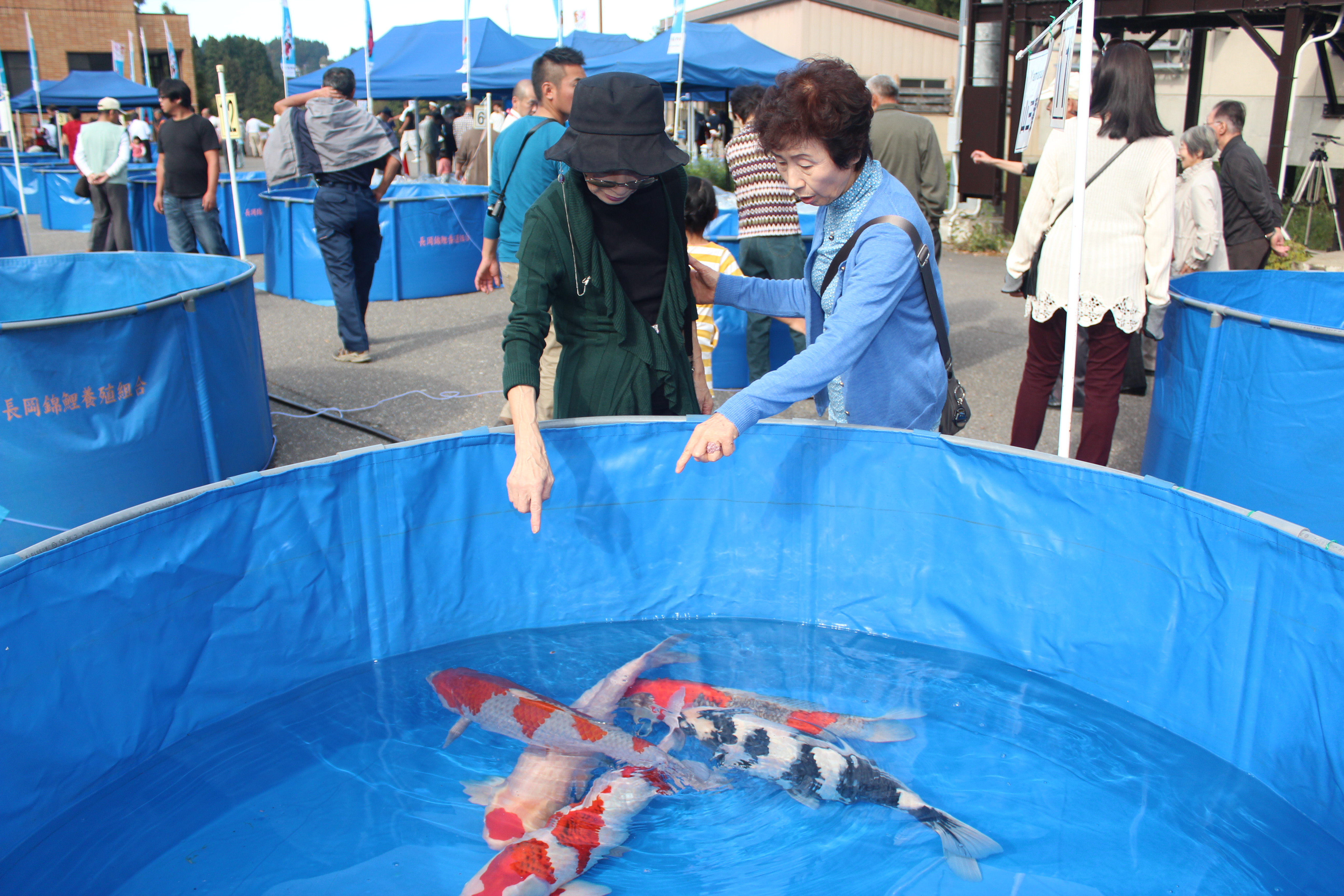
Exposition de carpes Koï.
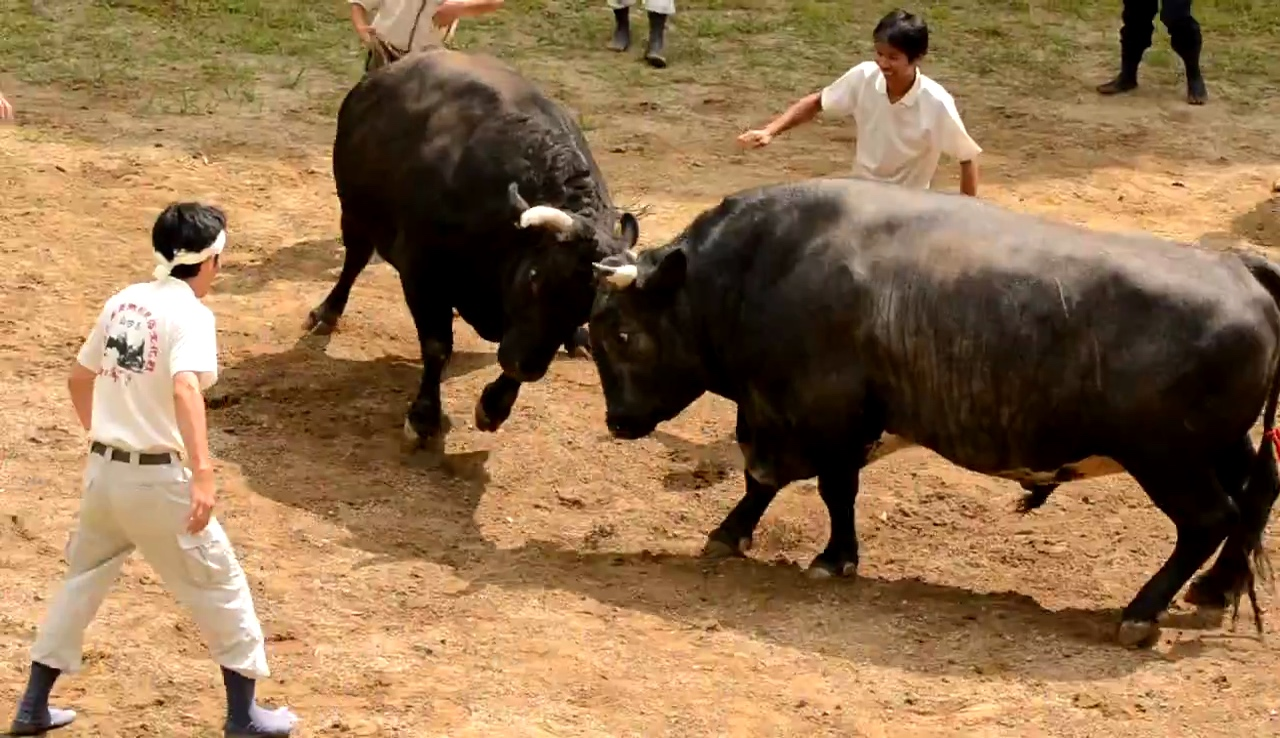
Ushi no tsunotsuki.